# 그래픽 태블릿

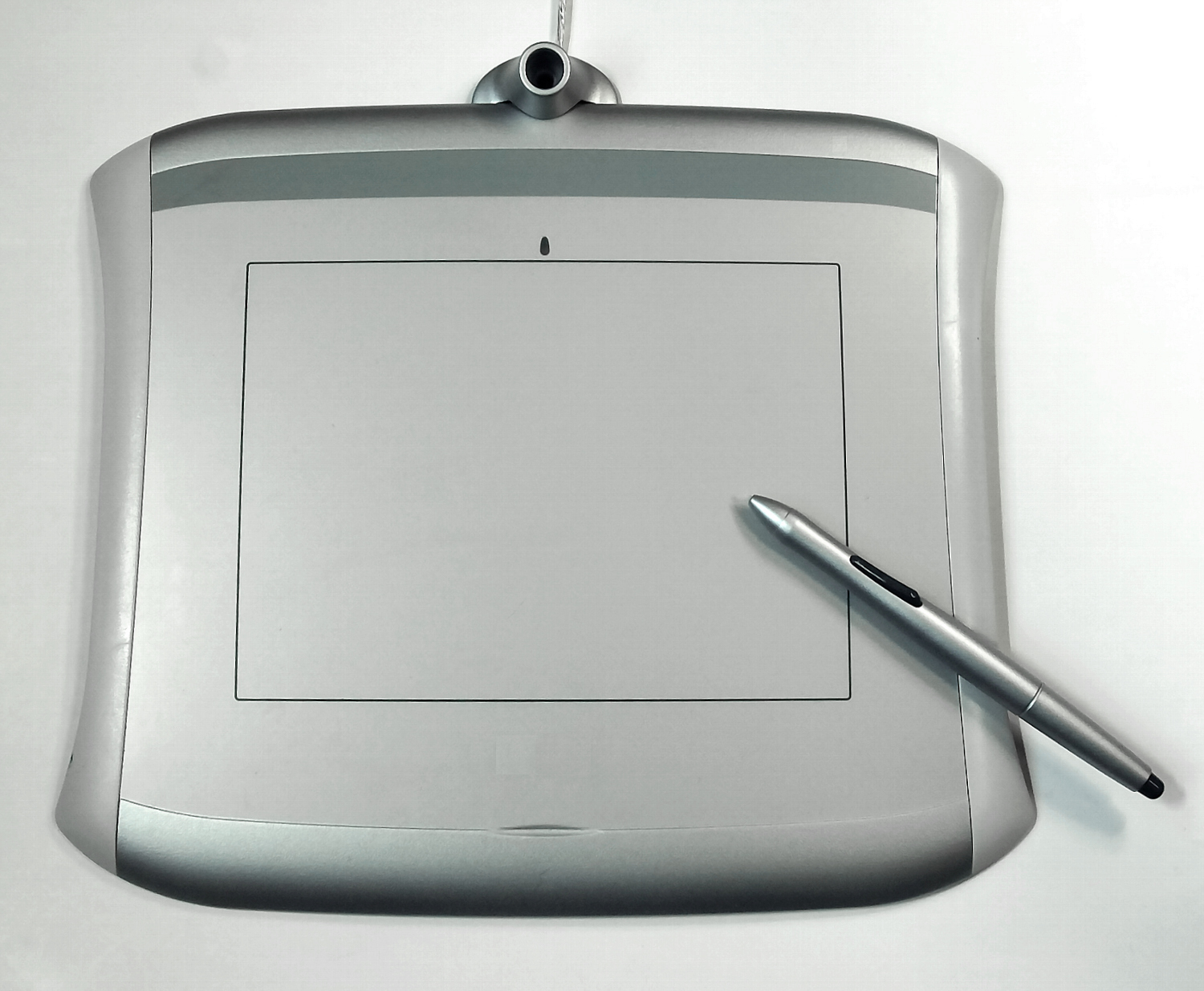
그래픽 태블릿

그래픽 태블릿, 디지타이저, 디지털 그래픽 태블릿, 펜 태블릿, 드로잉 태블릿, 외장 드로잉 패드 또는 디지털 아트 보드(영어: graphics tablet, digitizer, drawing tablet, drawing pad, digital drawing tablet, pen tablet 또는 digital art board), 도형 입력판은 사용자가 특수 스타일러스와 함께 이미지, 애니메이션 및 그래픽을 손으로 그리거나 칠할 수 있는 컴퓨터 입력 장치이다. 사람이 연필과 종이로 그림을 그리는 방식과 유사하다.
그래픽 태블릿은 데이터 또는 손글씨 서명을 캡처하는 데에도 사용할 수 있다. 태블릿 표면에 테이프 등으로 고정된 종이의 이미지를 추적하는 데에도 사용할 수 있다. 이와 같이 선형 다중선 또는 모양의 모서리를 추적하거나 입력하여 데이터를 캡처하는 것을 디지타이징이라고 한다.
이 장치는 사용자가 부착된 펜 모양의 드로잉 장치인 스타일러스를 사용하여 이미지를 "그리거나" 추적할 수 있는 거친 표면으로 구성된다. 이미지는 컴퓨터 모니터에 표시되지만, 일부 그래픽 태블릿은 이제 더 사실적이거나 자연스러운 경험과 사용 편의성을 위해 LCD 화면도 통합한다.
일부 태블릿은 데스크톱 컴퓨터의 기본 포인팅 및 탐색 장치로 컴퓨터 마우스를 대체하기 위한 것이다.

## 역사
최초의 전자 필기 장치는 일라이셔 그레이가 1888년에 특허를 받은 텔레오토그래프였다.
현대 태블릿과 유사하고 컴퓨터의 필기 인식을 위해 사용된 최초의 그래픽 태블릿은 1957년의 Stylator였다. 더 잘 알려진(그리고 종종 최초의 디지타이저 태블릿으로 잘못 알려진) 것은 1964년에 소개된 Grafacon(그래픽 변환기용)으로도 알려진 RAND 태블릿이다. RAND 태블릿은 패드 표면 아래에 작은 정전기 신호로 수평 및 수직 좌표를 인코딩하는 와이어 그리드를 사용했다. 스타일러스는 정전식 커플링을 통해 신호를 수신했으며, 이를 좌표 정보로 다시 디코딩할 수 있었다.
음향 태블릿 또는 스파크 태블릿은 점화 플러그로 클릭을 생성하는 스타일러스를 사용했다. 클릭은 일련의 마이크에 의해 삼각측량되어 공간에서 펜의 위치를 찾아냈다. 이 시스템은 상당히 복잡하고 비쌌으며, 센서는 외부 소음의 간섭에 취약했다.
디지타이저는 1970년대 중반과 1980년대 초반에 Summagraphics에서 제조한 ID(지능형 디지타이저) 및 BitPad의 상업적 성공으로 대중화되었다. Summagraphics 디지타이저는 회사 이름으로 판매되었지만, HP, 텍트로닉스, 애플, 에번스 앤 서덜랜드 및 여러 다른 그래픽 시스템 제조업체에 개인 라벨로도 공급되었다. ID 모델은 당시 새로운 인텔 마이크로프로세서 기술을 활용한 최초의 그래픽 태블릿이었다. 이 내장된 처리 능력으로 ID 모델은 동일한 기본 기술을 사용하면서도 이전 모델보다 두 배의 정확도를 가질 수 있었다. 이러한 정확도 향상에 중요한 역할을 한 것은 Stephen Domyan, Robert Davis, Edward Snyder에게 발행된 두 개의 미국 특허였다. Bit Pad 모델은 다른 그래픽 태블릿이 2,000~3,000달러 가격대에서 판매될 때 초기 판매 가격 555달러로 저가형 그래픽 태블릿을 시도한 최초의 시도였다. 이 낮은 가격은 예비 기업가들이 다양한 새로운 응용 프로그램을 위한 그래픽 소프트웨어를 작성할 수 있는 기회를 열어주었다. 이 디지타이저는 많은 고급 CAD(컴퓨터 지원 설계) 시스템의 입력 장치로 사용되었을 뿐만 아니라 PC 및 오토캐드와 같은 PC 기반 CAD 소프트웨어와 함께 번들로 제공되었다. 이 태블릿은 특수 합금으로 만들어진 와이어를 견고한 기판 위에 펴서 스타일러스 팁이나 디지타이저 커서의 중심을 태블릿 표면에서 정확하게 찾는 데 사용하는 자기변형 기술을 사용했다. 이 기술은 근접 또는 "Z"축 측정 기능도 제공했다.
1981년, 음악가 토드 룬드그렌은 개인용 컴퓨터용 최초의 컬러 그래픽 태블릿 소프트웨어를 만들었으며, 이는 애플에 Utopia Graphic Tablet System으로 라이선스되었다.
1981년에는 콴텔 페인트박스 컬러 그래픽 워크스테이션이 출시되었다. 이 모델에는 최초의 압력 감지 태블릿이 장착되었다.
최초의 가정용 컴퓨터 그래픽 태블릿은 1983년에 출시된 코알라패드였다. 원래 애플 II용으로 설계되었지만, 코알라는 결국 TRS-80 컬러 컴퓨터, 코모도어 64, 아타리 8비트 제품군 등 다른 가정용 컴퓨터에도 적용 범위를 넓혔다.
1980년대에는 여러 그래픽 태블릿 공급업체가 필기 인식 및 태블릿 내 메뉴와 같은 추가 기능을 포함하기 시작했다.

## 특징
일반적으로 태블릿은 장치 크기, 그리기 영역, 해상도 크기(lpi로 측정되는 "활성 영역"), 압력 감도(압력에 따라 선 굵기를 다양하게 변경하는 수준), 버튼 수 및 인터페이스 유형 및 수(블루투스, USB 등)로 특징지어진다. 실제 그리기 정확도는 펜의 펜촉 크기로 제한된다.

## 종류
그래픽 태블릿에 사용된 기술을 분류하려는 여러 시도가 있었다.
수동 태블릿수동 태블릿은 전자기 유도 기술을 사용하며, 태블릿의 수평 및 수직 와이어가 송신 코일과 수신 코일 모두로 작동한다(오직 송신만 하는 RAND 태블릿의 와이어와는 다름). 태블릿은 전자기 신호를 생성하며, 이는 스타일러스의 LC 회로에서 수신된다. 그런 다음 태블릿의 와이어는 수신 모드로 전환되어 스타일러스가 생성한 신호를 읽는다. 현대적인 배열은 압력 감도와 하나 이상의 버튼을 제공하며, 이 정보를 위한 전자 장치는 스타일러스 내부에 있다. 구형 태블릿에서는 스타일러스 펜촉에 가하는 압력을 변경하거나 버튼을 누르면 LC 회로의 특성이 변경되어 펜이 생성하는 신호에 영향을 미쳤으며, 현대 태블릿은 종종 이 정보를 디지털 데이터 스트림으로 신호에 인코딩한다. 전자기 신호를 사용함으로써 태블릿은 스타일러스가 표면에 닿지 않아도 스타일러스 위치를 감지할 수 있으며, 이 신호로 펜에 전원을 공급하면 태블릿과 함께 사용되는 장치가 배터리를 전혀 필요로 하지 않게 된다. 프로메테안 화이트보드와 함께 사용되는 Activslate 50 모델도 이 기술의 하이브리드를 사용한다.
능동 태블릿능동 태블릿은 사용되는 스타일러스에 자체 전원 공급 전자 장치가 포함되어 있어 태블릿에 신호를 생성하고 전송한다는 점에서 다르다. 이 스타일러스는 태블릿이 아닌 내부 배터리에 전력을 의존하므로 스타일러스가 더 커진다. 펜에 전력을 공급할 필요가 없다는 것은 이러한 태블릿이 송신 및 수신 모드를 번갈아 가며 사용할 필요가 없으므로 펜 신호를 지속적으로 수신할 수 있으며, 이는 지터를 줄일 수 있다.
광학 태블릿광학 태블릿은 스타일러스 내의 매우 작은 디지털 카메라를 통해 작동하며, 종이 이미지에서 패턴 매칭을 수행한다. 가장 성공적인 예는 아노토가 개발한 기술이다.
음향 태블릿초기 모델은 스파크 태블릿으로 묘사되었다. 작은 소리 발생기가 스타일러스에 장착되었고, 음향 신호는 필기 표면 근처에 위치한 두 개의 마이크로폰에 의해 감지되었다. 일부 현대 디자인은 3차원 위치를 읽을 수 있다.
정전식 태블릿이 태블릿은 정전기 또는 정전식 신호를 사용하도록 설계되었다. 스크립텔의 디자인은 정전기 신호를 감지하는 고성능 태블릿의 한 예이다. 터치스크린에 사용되는 정전식 디자인과 달리 스크립텔 디자인은 펜이 태블릿 근처에 있거나 공중에 떠 있을 때 펜의 위치를 감지할 수 있다. 많은 멀티터치 태블릿은 정전식 감지를 사용한다.
이러한 모든 기술에서 태블릿은 수신된 신호를 사용하여 스타일러스와 태블릿 표면 사이의 거리, 스타일러스의 기울기(수직선과의 각도), 그리고 수평 및 수직 위치 외에 스타일러스 버튼 클릭 또는 스타일러스 회전과 같은 기타 정보를 결정할 수 있다.
터치스크린과 비교하여 그래픽 태블릿은 일반적으로 훨씬 높은 정밀도, 태블릿을 만지지 않는 물체를 추적하는 기능, 스타일러스에 대한 훨씬 더 많은 정보를 수집할 수 있지만, 일반적으로 더 비싸고 특수 스타일러스 또는 다른 액세서리와만 사용할 수 있다.
일부 태블릿, 특히 어린 아이들을 대상으로 하는 저렴한 태블릿은 구형 RAND 태블릿과 유사한 기술을 사용하는 유선 스타일러스와 함께 제공된다.

## 퍽

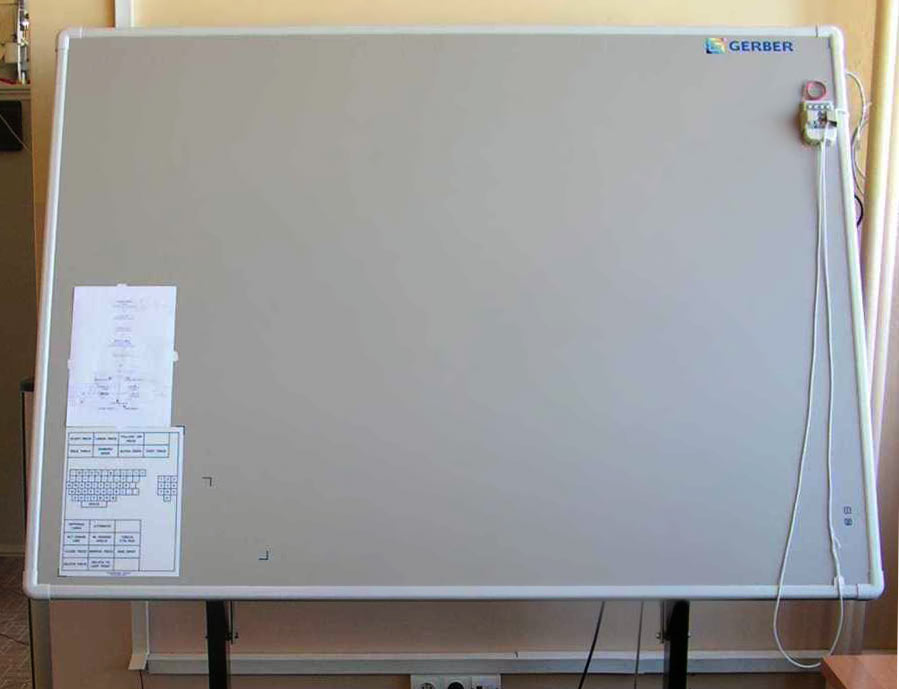
제조업체 Summagraphics(Gerber에 OEM 공급)의 대형 그래픽 태블릿: 퍽의 외부 구리 코일이 명확하게 보인다.

스타일러스 다음으로 퍽은 가장 일반적으로 사용되는 태블릿 액세서리이다. 퍽은 절대 위치와 회전을 감지할 수 있는 마우스와 유사한 장치이다. 이는 표면에서의 상대 속도만 감지할 수 있는 마우스와는 대조적이다(대부분의 태블릿 드라이버는 퍽이 마우스 작동을 에뮬레이트하도록 허용할 수 있으며, 많은 퍽이 "마우스"로 판매된다).
퍽은 크기와 모양이 다양하며, 일부는 외부적으로 마우스와 구별할 수 없지만, 다른 일부는 수십 개의 버튼과 컨트롤이 있는 상당히 큰 장치이다. 전문가용 퍽은 종종 십자선 또는 루페를 가지고 있어 사용자가 태블릿 표면에서 퍽이 겨냥하는 정확한 지점을 볼 수 있어 상세한 추적 및 CAD 작업에 유용하다.
퍽은 마이크로소프트 서피스 제품군에 사용되었고, 최근에는 델 캔버스에도 사용되었다. 그러나 대부분의 제조업체에서는 물리적인 단축키와 다이얼을 선호하여 더 이상 생산되지 않고 있다.

## 내장 LCD 태블릿

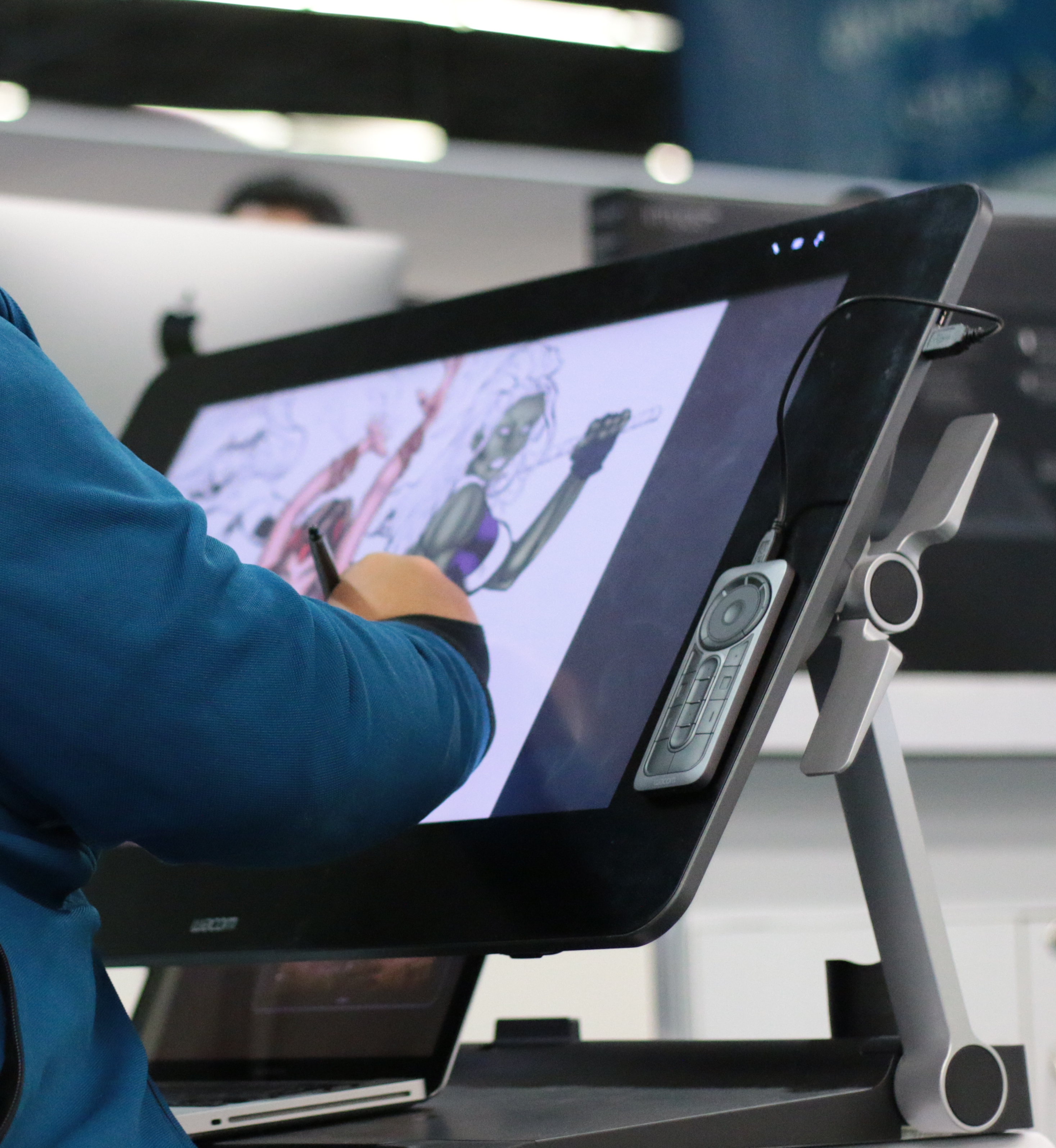
와콤 그래픽 태블릿

일부 그래픽 태블릿은 태블릿 자체에 LCD를 통합하여 사용자가 화면에 직접 그리거나 칠할 수 있도록 한다.
그래픽 태블릿/화면 하이브리드는 표준 PC 터치스크린과 일반 그래픽 태블릿 모두에 비해 이점을 제공한다. 터치스크린과 달리 압력 감도를 제공하며, 입력 해상도가 일반적으로 더 높다. 압력 감도와 해상도는 일반적으로 일반 태블릿과 다르지 않지만, 화면의 이미지와 관련하여 물리적 펜 장치의 위치를 직접 볼 수 있다는 추가적인 이점을 제공한다. 이는 종종 정확도를 높이고 장치 사용에 더 촉각적이고 "실제적인" 느낌을 줄 수 있다.
그래픽 태블릿 제조업체 와콤은 그래픽 태블릿의 핵심 기술에 대한 많은 특허를 보유하고 있으며, 이로 인해 경쟁사들은 다른 기술을 사용하거나 와콤의 특허를 라이선스해야 한다. 이 디스플레이는 종종 수천 달러에 판매된다. 예를 들어, 와콤 신티크 시리즈는 1000달러 미만부터 2000달러 이상까지 다양하다.

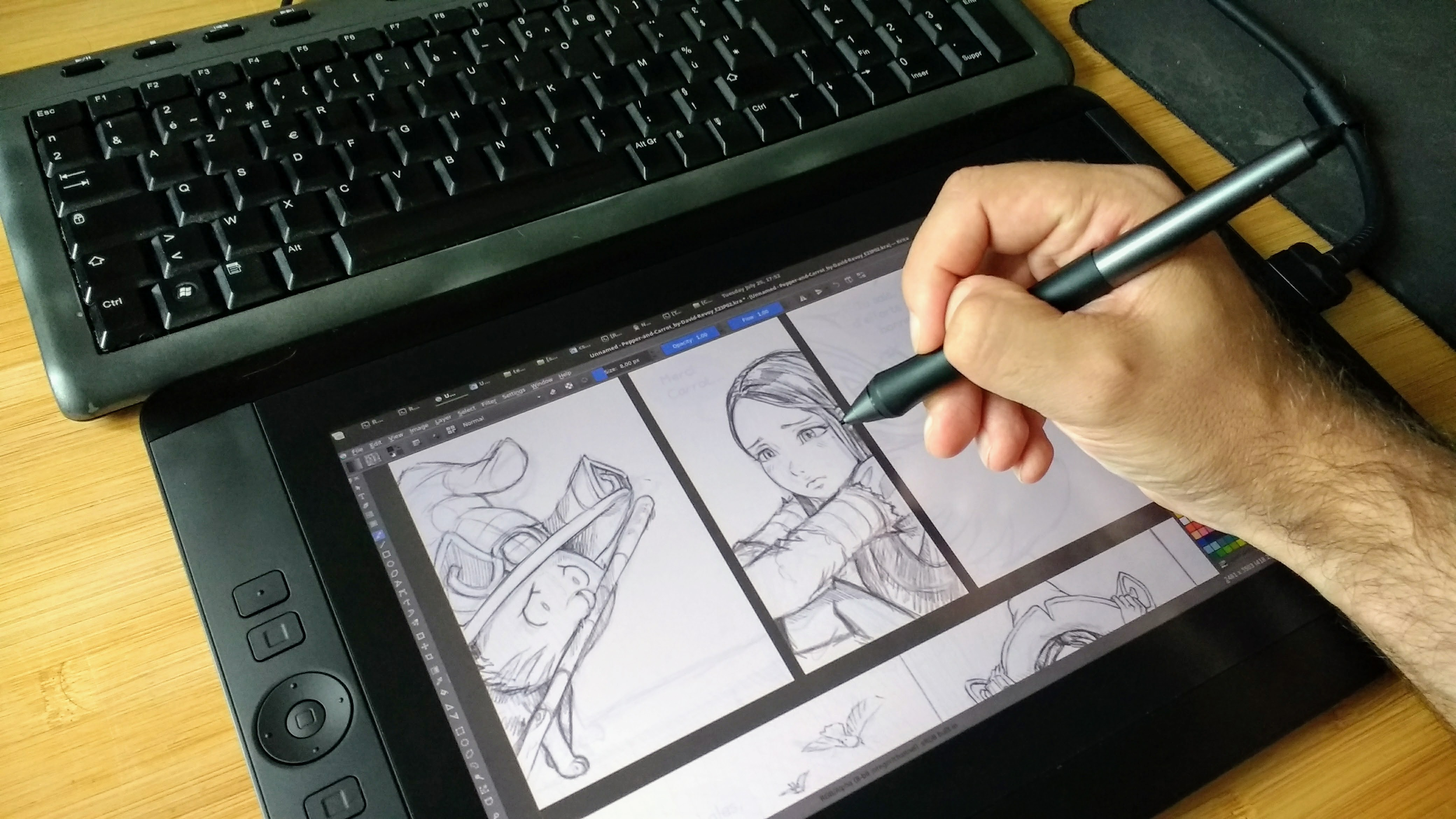
와콤 신티크 13HD 그래픽 태블릿/화면 하이브리드로 크리타에서 스케치하는 모습

시중에서 판매되는 그래픽 태블릿/화면 하이브리드에는 다음이 있다.
- 모노프라이스 19인치 인터랙티브 디스플레이
- 와콤의 신티크
- 휴이온의 캄바스(예: 캄바스 스튜디오 22)
- XP-PEN
- 가오몬
- 파블로
- 유기
- 젠셀랩스
- 베이크

기존의 중고 LCD 모니터와 그래픽 태블릿을 그래픽 태블릿-화면 하이브리드로 개조한 DIY 프로젝트도 있었다.

## 용도
그래픽 태블릿은 스타일러스 기반 인터페이스와 압력, 기울기 및 기타 스타일러스 속성 및 태블릿과의 상호 작용을 전부 또는 일부 감지하는 기능으로 인해 컴퓨터 그래픽스, 특히 2차원 컴퓨터 그래픽스를 만드는 매우 자연스러운 방법으로 널리 간주된다. 실제로 많은 그래픽 패키지는 태블릿에서 생성된 압력(때로는 스타일러스 기울기 또는 회전) 정보를 활용하여 그래픽 태블릿에서 수신된 데이터에 따라 브러시 크기, 모양, 불투명도, 색 또는 기타 속성을 수정할 수 있다.
동아시아에서는 "펜 태블릿"으로 알려진 그래픽 태블릿이 입력기 소프트웨어(입력기)와 함께 널리 사용되어 중국어, 일본어, 한국어 문자를 작성한다(CJK). 이 기술은 인기가 많고 저렴하며, 펜 태블릿이 컴퓨터 마우스의 역할을 대신하여 키보드 입력보다 더 자연스러운 방식으로 컴퓨터와 상호 작용하는 방법을 제공한다. 알파벳 스크립트를 사용하는 사용자들 사이에서 필기 인식의 보급은 더디게 진행되었다.
그래픽 태블릿은 예술 분야에서 흔히 사용된다. 그래픽 태블릿에 펜 모양의 스타일러스를 사용하고 일러스트레이터, 어도비 시스템즈의 포토샵, 코렐 페인터, 크리타와 같은 그래픽 편집 프로그램을 함께 사용하면 예술가들이 디지털 그림이나 예술 작품을 만들 때 많은 정밀도를 얻을 수 있다. 사진작가들도 후처리 과정에서 그래픽 태블릿을 사용하면 상세 레이어 마스크 생성이나 닷지 앤 번과 같은 작업을 크게 가속화할 수 있다.
교육자들은 교실에서 태블릿을 사용하여 손글씨 노트나 강의를 투사하고 학생들이 똑같이 할 수 있도록 하며, 전자적으로 제출된 학생 작업에 대한 피드백을 제공한다. 온라인 교사들은 학생 작업을 채점하거나, 특히 복잡한 시각 정보나 수학 방정식이 필요한 경우 라이브 강좌나 강의를 위해 태블릿을 사용할 수도 있다. 학생들도 특히 대학 강의에서 강사의 강의를 들으면서 노트필기 장치로 increasingly 사용하고 있다. 이는 원활한 온라인 교육 과정을 용이하게 하며, 페이스캠과 함께 인기리에 사용되어 교실 경험을 모방한다.
태블릿은 일반적으로 종이를 위에 올려놓아도 기능에 방해가 되지 않기 때문에 기술 도면 및 CAD에도 인기가 많다.
마지막으로 태블릿은 컴퓨터 마우스를 대체하는 포인팅 장치로 인기를 얻고 있다. 태블릿에서 펜의 위치가 컴퓨터 화면에 표시된 GUI의 포인터 위치에 해당하는 경우가 많기 때문에 일부 사용자에게는 마우스보다 더 직관적으로 느껴질 수 있다. 그래픽 작업을 위해 펜을 사용하는 예술가들은 편의상 펜을 내려놓고 마우스를 찾는 대신 태블릿과 펜을 표준 컴퓨터 작업에 사용할 수 있다. 인기 있는 리듬 게임 Osu!는 태블릿을 플레이 방식으로 활용할 수 있도록 허용한다.
그래픽 태블릿은 다양한 크기와 가격대로 제공된다. A6 크기 태블릿은 비교적 저렴하며 A3 크기 태블릿은 훨씬 비싸다. 최신 태블릿은 일반적으로 USB 또는 HDMI 인터페이스를 통해 컴퓨터에 연결된다.

## 유사 장치
대화형 화이트보드는 최대 95인치(241.3cm)의 고해상도 벽 크기 그래픽 태블릿을 제공하며, 압력 및 다중 입력 옵션도 제공한다. 이들은 전 세계 학교 및 회의실에서 보편화되고 있다.
초기 저항막 방식 터치스크린 장치(개인 정보 단말기, 초기 스마트폰, 태블릿 PC, 닌텐도 DS 등)는 일반적으로 스타일러스가 장착되었지만, 스타일러스 입력의 정확도는 매우 제한적이었다.
일부 태블릿 컴퓨터, 태블릿 컴퓨터, 랩톱에서 볼 수 있는 것과 같은 보다 현대적인 정전식 터치스크린은 유사한 방식으로 작동하지만, 일반적으로 광학 격자 또는 압력 감지 필름을 사용하므로 특수 포인팅 장치가 필요하지 않다. 정전식 입력이 가능한 최신 모델 중 일부는 특수 스타일러스와 함께 사용할 수 있으며, 이 경우 이러한 입력 장치는 완전한 기능을 갖춘 그래픽 태블릿과 유사하게 사용될 수 있다.
그래픽 태블릿은 시각 장애인이나 시각 장애인이 그래픽 태블릿의 부풀려진 그래픽을 만지고 오디오 피드백을 받는 오디오-햅틱 기술 제품에도 사용된다. 이 기술을 사용하는 제품은 Tactile Talking Tablet 또는 T3라고 불린다.

## 같이 보기
- 필기 동작 분석
- 디지털 예술 교육
- 디지털 이미지
- 라이트 펜
- 팬터그래프
- 펜 컴퓨팅